# Ракетно-космический центр «Прогресс»
 Акционерное общество «Ракетно-космический центр „Прогресс“» (АО «РКЦ „Прогресс“») — российское ракетно-космическое предприятие, одно из ведущих предприятий российской ракетно-космической промышленности. До 1 июля 2014 года носило название ФГУП ГНПРКЦ «ЦСКБ-Прогресс». До 1992 года носило имя Д. Ф. Устинова.
Предприятие создано в 1996 году, путём слияния Центрального специализированного конструкторского бюро (ЦСКБ) и самарского завода «Прогресс». В настоящее время входит в госкорпорацию «Роскосмос», является её дочерним предприятием. Головная организация предприятия находится в Самаре. В состав РКЦ «Прогресс» также входят:
- Байконурский филиал (Байконур, Республика Казахстан)
- Краснознаменский филиал (Краснознаменск, Московская область)
- ОКБ «Спектр» (Рязань, с 2009, ранее ФГУП ОКБ «Спектр»)
- Плесецкое представительство (Мирный, Архангельская область)
- Московское представительство (Москва).

Предприятие является членом МАКД.

## История

### Завод «Дукс»
Завод начал свою историю в Москве в 1894 году, когда обрусевший немец Ю. Меллер основал мастерскую по ремонту велосипедов, впоследствии преобразовав её в завод «Дукс» по производству велосипедов, мотоциклов, дрезин, автомобилей, аэросаней, дирижаблей, самолётов.

### ГАЗ № 1
19 февраля 1919 года завод был переименован в Государственный авиационный завод № 1 имени Осоавиахима (ГАЗ № 1).
Дo Великой Отечественной войны завод серийно производил самолёты:
- Р-1 (1926—1930, 1501 экз.);
- И-2 и И-2бис (1926—1929, 162 экз.);
- И-3 (1926—1931, 389 экз.);
- И-4 (1927—1928, 172 экз.);
- Р-5 (1930—1935, 5025 экз., в том числе 111 поплавковых МР-5/Р-5а);
- И-5 (1931—1932, 142 экз.);
- И-7 (1931—1934, 131 экз.);
- И-15 (1934—1935, 335 экз.);
- ССС (1935—1937, 620 экз.);
- Р-Z (1935—1937, 1031 экз.);
- ДИ-6 (1936, 61 экз.);
- И-15 бис (1938—1939, 2408 экз.);
- И-153 «Чайка» (1939—1941, 3437 экз.);
- МиГ-3 (1940—1941, 1309 экз. до 22 июня 1941 г.)[7];

помимо этого, завод построил ряд опытных самолётов.
19 мая 1939 года был проведён успешный пуск первой в мире двухступенчатой ракеты Р3, изготовленной заводом.
31 декабря 1940 года Государственный Авиационный завод № 1 за успешное выполнение задания Правительства по освоению в производстве новых образцов вооружения награждён орденом Ленина.
27 августа 1941 года Постановлением ГКО № 594 авиазаводу № 1 предписывалось немедленно приступить к выпуску самолётов Ил-2 по образцу, выпускаемому авиазаводом № 18. До конца года завод должен был выпустить 420 штурмовиков, в том числе 20 в октябре, 150 в ноябре и 250 в декабре. Одновременно с освоением и выпуском Ил-2 завод должен был произвести в оставшиеся четыре месяца 1941 года 920 истребителей МиГ-3 (в сентябре 420, в октябре 250, в ноябре 150, в декабре 100 машин). Процесс освоения Ил-2 шёл медленно. В сентябре на заводе № 1 был собран один штурмовик из деталей, доставленных из Воронежа, в начале октября ещё один.
В соответствии с постановлением Правительства СССР от 17 сентября 1939 года № 346с в 3-х км от станции Безымянка в окрестностях города Куйбышев строился самолётостроительный завод № 122 НКАП. Проект строительства был подготовлен к концу 1940 года. По приказу № 262сс от 22.03.1941 года завод был передан в 10-е Главное управление Наркомата авиационной промышленности (НКАП). Строительство велось Управлением особого строительства НКВД СССР, силами заключённых Безымянлага. К июню 1941 года были построены только фундаменты и стены цехов, цементный завод и Безымянская ТЭЦ.
В июне—июле 1941 года, после начала Великой Отечественной войны, на площадку завода № 122 эвакуированы заводы № 35 из Смоленска, № 89 (филиал завода № 1), № 453 (г. Каунас), № 463 (г. Таллинн), № 464 (г. Рига), № 483 из Киева и по приказу № 705с от 17.07.1941 года влиты в состав завода № 122. По приказу № 984с от 16.09.1941 года в состав завода № 122 влит также завод № 8 ОАП из Днепропетровска.
В начале сентября 1941 года в связи с успешным запуском в производство штурмовика ИЛ-2 многие сотрудники завода № 1 во главе с главным инженером Литвиновым Виктором Яковлевичем были награждены орденами и медалями с формулировкой: «За образцовое выполнение заданий Правительства по выпуску боевых самолётов».
А директор завода № 1 Третьяков Анатолий Тихонович стал Героем Социалистического труда отдельным указом.
В октябре 1941 года по приказу НКАП № 1053сс от 09.10.1941 года завод № 1 был эвакуирован из Москвы на площадку строящегося авиационного завода № 122 под Куйбышевом. Приказом № 1084сс от 28.10.1941 года слиянием заводов № 122 и № 1 образован и вступил в строй единый завод № 1 НКАП, в который также вошли заводы № 89 и № 483 7-го Главного управления НКАП.
10 декабря 1941 года взлетел первый самолёт (МиГ-3), выпущенный заводом на куйбышевской безымянской площадке.
Во время Великой Отечественной войны заводом выпущено 11 863 самолётов Ил-2 (из более чем 36 тысяч выпущенных в СССР), 1225 самолётов Ил-10, 3122 самолёта МиГ-3 (примерно по 15 самолётов в сутки).
В годы войны на заводе (как и на многих предприятиях СССР в тот период) широко использовался труд женщин, подростков, пенсионеров. В начальный период войны завод отставал от необходимых темпов выпуска, и в адрес директоров куйбышевских авиационных заводов № 1 и № 18 в декабре 1941 года пришла телеграмма И. В. Сталина :

 Вы подвели нашу страну и нашу Красную Армию тчк

Вы не изволите до сих пор выпускать ИЛ-2 тчк Самолёты ИЛ-2 нужны нашей Красной Армии теперь как воздух как хлеб тчк

Шенкман даёт по одному ИЛ-2 в день а Третьяков даёт МИГ-3 по одной две штуке тчк

Это насмешка над страной над Красной Армией тчк

Нам нужны не МИГи а ИЛ-2 тчк

Если 18 завод думает отбрехнуться от страны давая по одному ИЛ-2 в день то жестоко ошибается и понесёт за это кару тчк

Прошу Вас не выводить правительство из терпения и требую чтобы выпускали побольше "ИЛ"ов тчк

Предупреждаю последний раз тчк

СТАЛИН

В результате принятых мер необходимый темп выпуска самолётов был достигнут.
2 июля 1945 года Государственный Авиационный завод № 1 за образцовое выполнение заданий Правительства по производству боевых самолётов награждён орденом Красного Знамени. Одновременно было проведено второе массовое награждение сотрудников завода. Некоторые сотрудники (награждённые в сентябре 1941 года и проработавшие на этом заводе всю войну) были и в этом списке награждённых (например, В. Я. Литвинов — уже в качестве директора завода, зам. директора С. С. Артёмов, главный конструктор А. И. Микоян, начальник цеха С. М. Севостьянов, начальник отдела Д. И. Обертов, начальник отдела М. К. Голубев, начинавший медником начальник мастерской Чистяков Н. С.).
После окончания Второй мировой войны, в 1946 году, на заводе освоен серийный выпуск первых советских реактивных самолётов МиГ-9; за 40 дней и ночей завод изготовил 10 машин.
В 1949 году завод начал производство новейших реактивных истребителей МиГ-15. Всего до 1953 года было изготовлено 713 самолётов МиГ-15 и их модификаций.
В период 1952—1953 гг. заводом построено 392 истребителя МиГ-17. В 1953 году завод также выпускал бомбардировщики Ил-28, выпустив их в количестве 50 экземпляров.

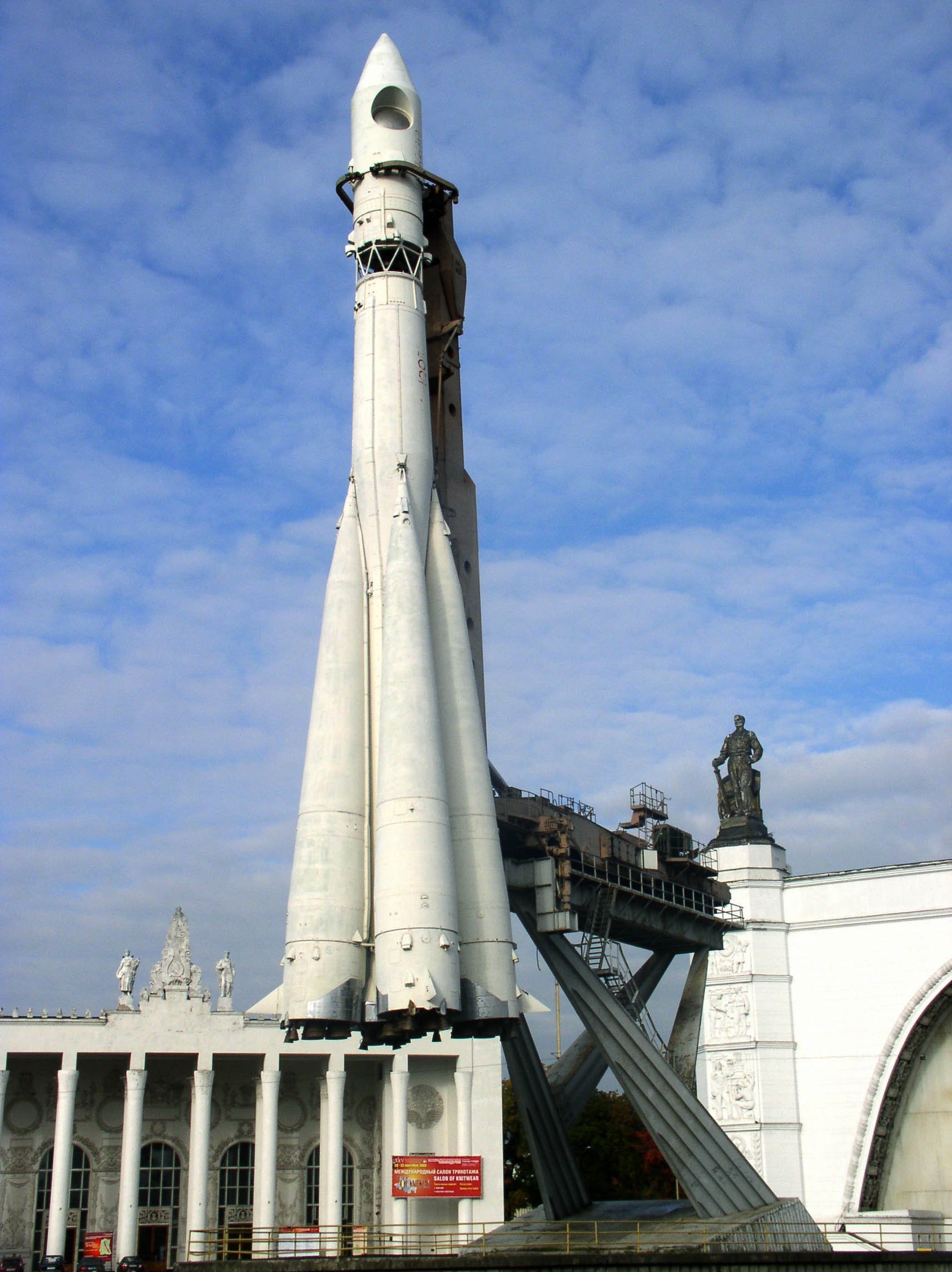
Копия Р-7 в Москве, на территории ВДНХ

В 1954 году завод приступил к выпуску бомбардировщиков Ту-16, которых до 1960 года было построено 545 штук.
Всего за период с 1909 по 1960 гг. заводом было выпущено более 42 тыс. серийных и более 90 модификаций опытных и экспериментальных самолётов.
2 января 1958 года советское правительство приняло постановление o размещении на Государственном авиационном заводе № 1 серийного производства ракеты Р-7. Таким образом завод был перепрофилирован с авиационной тематики на ракетно-космическую, что потребовало коренной перестройки производства, создания новых цехов и участков, проектирования и изготовления сложной оснастки, переподготовки рабочих и инженерно-технических работников. Организация работ и техническое руководство были возложены на директора завода В. Я. Литвинова и ведущего конструктора ракеты Р-7 Д. И. Козлова, назначенного в апреле 1958 года заместителем Главного конструктора ОКБ-1.
В 1958 году на заводе была выпущена первая серия сверхзвуковых крылатых ракет «Буря» для лётных испытаний (19 ракет).
С 1 января 1960 года завод получил условное наименование «Предприятие п/я № 208», а с 16 декабря 1961 года — открытое наименование «Завод „Прогресс“».

### Завод «Прогресс»
17 февраля 1959 года с полигона № 5 Министерства обороны СССР (ныне космодром Байконур) была успешно запущена первая серийная межконтинентальная баллистическая ракета Р-7, изготовленная на заводе «Прогресс» (первые межконтинентальные баллистические ракеты, изготовленные заводом «Прогресс» и поставленные в войска, послужили основой создания Ракетных войск стратегического назначения в 1959).
20 января 1960 года впервые произведён пуск МБР на предельную дальность в акваторию Тихого океана.
В последующие годы завод освоил серийное производство ракет Р-7, Р-7А, Р-9А, ракет-носителей Восток-М, Молния, Молния-М, Союз.
С конца 1950-х и по настоящее время завод «Прогресс» является головным производителем всех ракет-носителей семейства Р-7.
12 апреля 1961 года с космодрома Байконур на околоземную орбиту был выведен космический корабль с первым космонавтом планеты Юрием Гагариным. Ракета-носитель Восток для его запуска была изготовлена на куйбышевском заводе «Прогресс».
С середины 1960-х и до 1974 года предприятие производило также ракету-носитель сверхтяжёлого класса Н1.
В 1976—1993 гг. завод являлся ключевым в производстве универсального носителя сверхтяжёлого класса «Энергия», изготавливая его центральный блок и отвечая за сборку изделия в целом. Филиал завода на космодроме Байконур в тот период носил условное наименование «Предприятие п/я Р-6514».
В советский период, помимо основной продукции, завод производил и товары народного потребления: туристско-прогулочные катера «Прогресс» и детские коляски.

### ЦСКБ
23 июля 1959 года с целью конструкторского сопровождения производства и модернизации ракет Р-7 на территории завода организован серийно-конструкторский отдел № 25, который входил в структуру ОКБ-1. Через год отдел преобразован в филиал № 3 ОКБ-1, за ним закрепляются все работы по разработке ракет типа Р-7.
В 1964 филиал № 3 ОКБ-1 стал головной организацией по созданию космических средств фоторазведки, с 1968 в инициативном порядке приступил к реализации проектов по гражданскому применению космических аппаратов собственной разработки.
6 марта 1966 филиалу № 3 ОКБ-1 было присвоено наименование Куйбышевский филиал Центрального конструкторского бюро экспериментального машиностроения (КФ ЦКБЭМ). Начальником и главным конструктором КФ ЦКБЭМ назначен Д. И. Козлов.
В середине-конце 1960-х гг. КБ Козлова разработало военный пилотируемый космический корабль «Звезда» на основе наработок «Союз-ВИ» 7К-Р/7К-С/7К-ВИ, переданных из КБ Королёва ОКБ-1 (ныне ЦКБЭМ) в связи с его перегруженностью околоземными и лунными гражданскими пилотируемыми программами. Корабль «Звезда» имел авиационную пушку Нудельмана-Рихтера НР-23 и радиоизотопный генератор. Также корабль выгодно отличался от базового «Союза» 7К-ОК по компоновке. Проект был одобрен, правительство утвердило срок первого испытательного полёта — конец 1968 года. Корабль был воплощён в металле и подготовлен к испытательным полётам, как и специальная группа космонавтов. Однако, сменивший С. П. Королёва новый руководитель ОКБ-1 (ЦКБЭМ) В. П. Мишин добился отмены программы корабля «Звезда», пообещав создать очередной военный вариант корабля «Союз» 7К-ВИ/ОИС, который так и не был создан в условиях больших затрат при «лунной гонке».
30 июня 1974 образовано самостоятельное предприятие — Центральное специализированное конструкторское бюро (ЦСКБ). Начальником и главным конструктором ЦСКБ назначен Д. И. Козлов. 6 июля 1983 он был назначен генеральным конструктором ЦСКБ.

### ЦСКБ-Прогресс

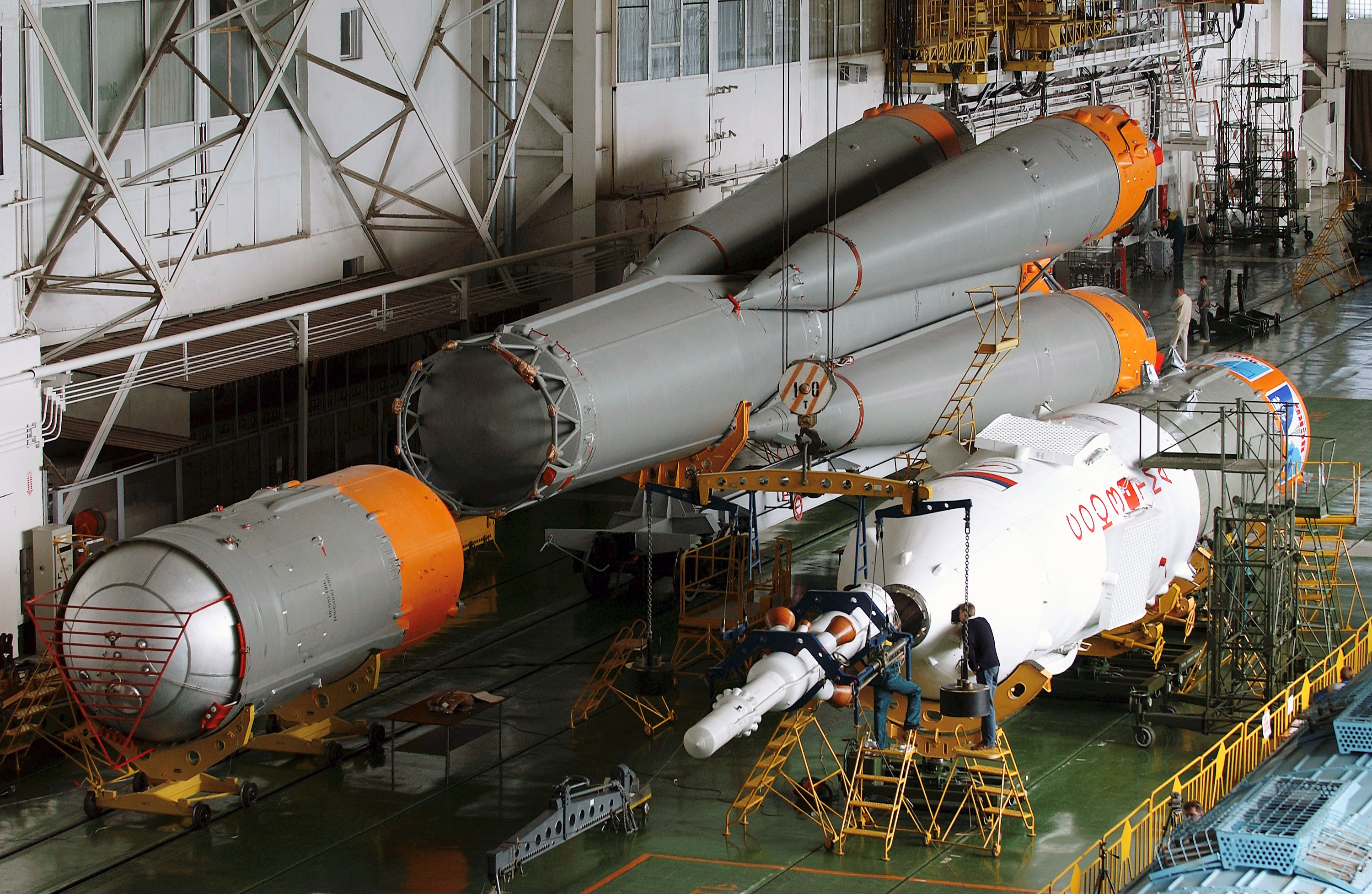
Сборка РН «Союз» на Байконуре

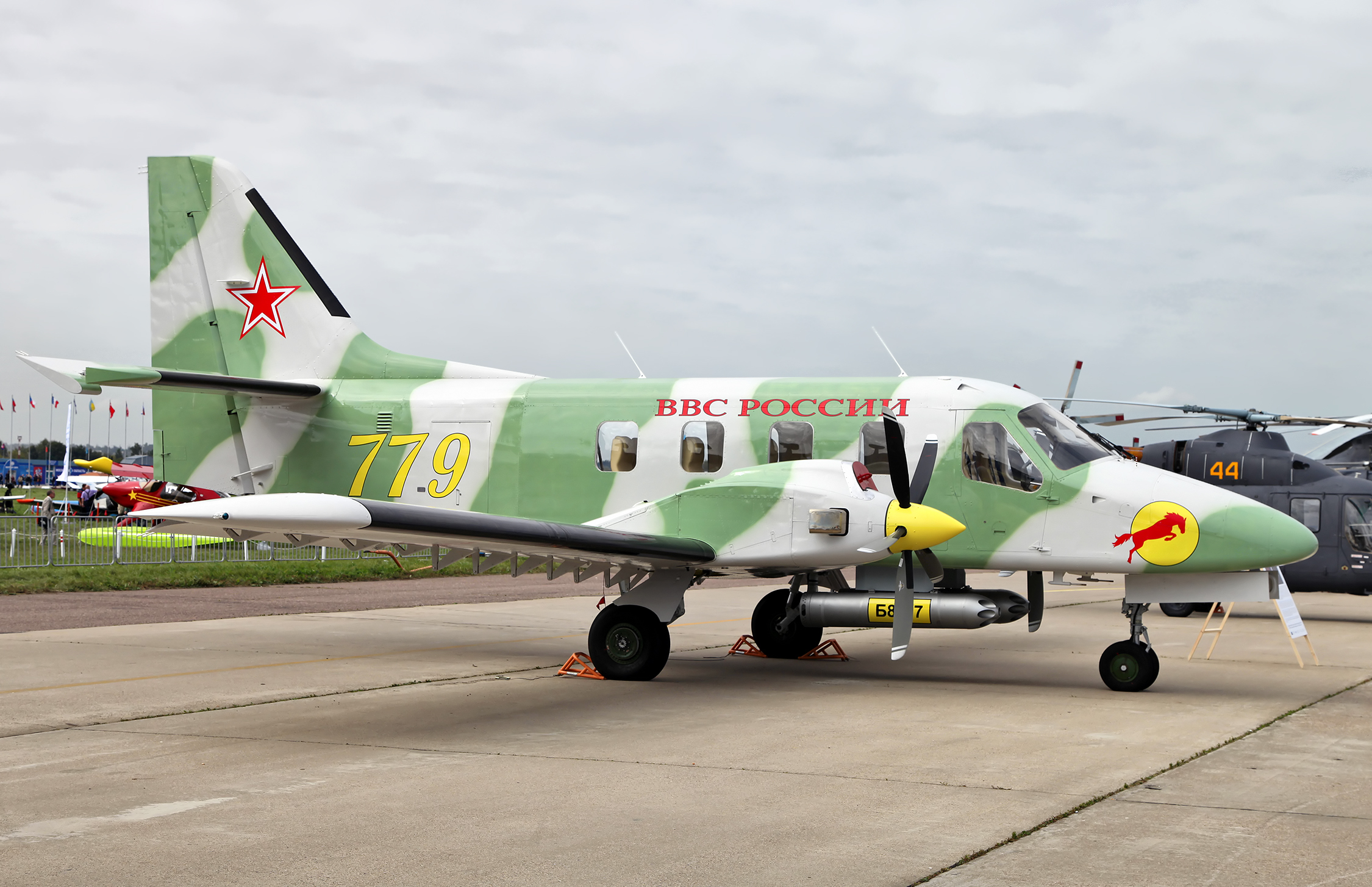
«Рысачок» на МАКС-2013

12 апреля 1996 ЦСКБ и Самарский завод «Прогресс» были объединены в Государственный научно-производственный ракетно-космический центр «ЦСКБ-Прогресс».
В 2003 Генеральным директором ЦСКБ-Прогресс назначен А. Н. Кирилин, а Д. И. Козлов стал почётным Генеральным конструктором.
В настоящее время[когда?] предприятие производит ракеты-носители семейства «Союз», используемые для выведения на орбиту искусственных спутников Земли и автоматических межпланетных станций, а также для обеспечения экспедиций на Международную космическую станцию; тем самым «ЦСКБ-Прогресс» играет важную роль не только в российской, но и в мировой космонавтике. Помимо этого предприятие производит космические аппараты, предназначенные для дистанционного зондирования Земли (в настоящее время успешно эксплуатируется аппарат «Ресурс-ДК») и для фоторазведки, а кроме этого — научные космические аппараты «Бион-М» и «Фотон».
С 1994 «ЦСКБ-Прогресс» занимается разработкой и испытаниями РН серии «Союз-2», являющейся глубокой модернизацией РН «Союз»
Второстепенной продукцией предприятия являются шприцы однократного применения, прогулочные суда «Аквалайн», ленточные пилорамы и другая продукция производственно-технического назначения и товары народного потребления.
В 2006 году предприятие выиграло тендер на производство лёгкого двухмоторного самолёта «Рысачок» (разработка московской компании «Техноавиа»).
В 2010 году «ЦСКБ-Прогресс» защитил эскизный проект на космический ракетный комплекс среднего класса повышенной грузоподъёмности «Русь-М», который предполагалось запускать с будущего российского космодрома «Восточный». С начала 2011 года велась разработка технического проекта на КРК «Русь-М», однако в конце 2011 года работа над проектом была прекращена по указанию руководства Роскосмоса (из-за нехватки бюджетного финансирования).
1 июля 2014 года ФГУП ГНПРКЦ «ЦСКБ-Прогресс» реорганизован в Открытое акционерное общество "Ракетно-космический центр «Прогресс» в соответствии с Указом Президента Российской Федерации от 17 апреля 2012 года № 457 "О преобразовании федеральных государственных унитарных предприятий «Государственный научно-производственный ракетно-космический центр „ЦСКБ-Прогресс“, „Научно-производственное объединение автоматики имени академика Н. А. Семихатова“ и „Научно-исследовательский институт командных приборов“ в открытые акционерные общества» и распоряжением Правительства Российской Федерации № 904-р от 04 июня 2012 г. После реорганизации 100 % акций ОАО "РКЦ «Прогресс» остались в собственности государства в лице Росимущества. По условиям приватизации генеральным директором РКЦ «Прогресс» был назначен Александр Николаевич Кирилин.
ФГУП «Научно-производственное объединение автоматики имени академика Н. А. Семихатова» и ФГУП «Научно-исследовательский институт командных приборов» также преобразованы в открытые акционерные общества. Ориентировочно в декабре 2014 года ОАО «НПОА» и ОАО «НИИ КП» войдут в качестве дочерних обществ в интегрированную структуру ОАО "РКЦ «Прогресс».
В июне 2016 года отмечен 50-летний юбилей байконурского филиала «Прогресса».
В августе 2016 года, в соответствии с постановлением Правительства Российской Федерации от 19 августа 2016 года № 824, 100 % акций предприятия были переданы Государственной корпорации по космической деятельности «Роскосмос» в качестве имущественного взноса Российской Федерации.
28 июня 2018 года генеральным директором АО «РКЦ „Прогресс“» назначен Баранов Дмитрий Александрович.
В августе 2021 года Министерство обороны Российской Федерации обратилось в Арбитражный суд Москвы с иском к РКЦ «Прогресс» на сумму 2,4 млрд рублей без указания его причины в материалах дела.
Указом Президента Российской Федерации от 17.10.2024 № 892 «О награждении государственными наградами Российской Федерации» за большой вклад в развитие ракетно-космической промышленности и укрепление обороноспособности страны коллектив РКЦ «Прогресс» награждён Орденом Гагарина.

## Руководство
- Елизаветин, Алексей Иванович — заместитель директора (в 1943—1944 годах)

### Завод «Прогресс» до 1962 года
| Имя, Фамилия   | Должность                                                                          | Годы работы    |
| -------------- | ---------------------------------------------------------------------------------- | -------------- |
| Литвинов В. Я. | Директор ГАЗ № 1 (1944—1961), директор Куйбышевского завода «Прогресс» (1961—1962) | июль 1944—1962 |

### Завод «Прогресс» и ЦСКБ с 1966 года (с 1996 года «ЦСКБ-Прогресс»)
| Имя, Фамилия              | Должность                            | Годы работы                          | Имя, Фамилия       | Должность                                                                                              | Годы работы                 | Имя, Фамилия  | Должность                                                                             | Годы работы                           |
| ------------------------- | ------------------------------------ | ------------------------------------ | ------------------ | --- | --------------------------- | ------------- | ------------------------------------------------------------------------------------- | ------------------------------------- |
| Должность не существовала | Должность не существовала            | 6 марта 1966 — 12 апреля 1996        | Козлов Д. И.       | Начальник и главный конструктор КФ ЦКБЭМ                                                               | 6 марта 1966 — 30 июня 1974 | Леньков А. Я. | Директор Куйбышевского завода «Прогресс» (с 1990 года — Самарского завода «Прогресс») | 6 марта 1966—1980                     |
| Должность не существовала | Должность не существовала            | 6 марта 1966 — 12 апреля 1996        | Козлов Д. И.       | Генеральный конструктор — председатель «ЦСКБ»                                                          | 30 июня 1974—12 апреля 1996 | Чижов А. А.   | Директор Куйбышевского завода «Прогресс» (с 1990 года — Самарского завода «Прогресс») | 1980—12 апреля 1996                   |
| Козлов Д. И.              | Генеральный директор «ЦСКБ-Прогресс» | 12 апреля 1996—2003                  | Козлов Д. И.       | Генеральный конструктор «ЦСКБ-Прогресс» Председатель ЦСКБ                                              | 12 апреля 1996—2003         | Козлов Д. И.  | Директор Куйбышевского завода «Прогресс» (с 1990 года — Самарского завода «Прогресс») | 12 апреля 1996—1997                   |
| Козлов Д. И.              | Генеральный директор «ЦСКБ-Прогресс» | 12 апреля 1996—2003                  | Козлов Д. И.       | Генеральный конструктор «ЦСКБ-Прогресс» Председатель ЦСКБ                                              | 12 апреля 1996—2003         | Кирилин А. Н. | Директор Куйбышевского завода «Прогресс» (с 1990 года — Самарского завода «Прогресс») | 1997—20 февраля 2018 (под следствием) |
| Кирилин А. Н.             | Генеральный директор «ЦСКБ-Прогресс» | 2003—2011, (в 2011 и. о.), 2011—2018 | Должность вакантна | Должность вакантна                                                                                     | 2003 — 2006                 | Кирилин А. Н. | Директор Куйбышевского завода «Прогресс» (с 1990 года — Самарского завода «Прогресс») | 1997—20 февраля 2018 (под следствием) |
| Кирилин А. Н.             | Генеральный директор «ЦСКБ-Прогресс» | 2003—2011, (в 2011 и. о.), 2011—2018 | Ахметов Р. Н.      | Первый заместитель Генерального директора — Генеральный конструктор «ЦСКБ-Прогресс», Председатель ЦСКБ | С 2006                      | Кирилин А. Н. | Директор Куйбышевского завода «Прогресс» (с 1990 года — Самарского завода «Прогресс») | 1997—20 февраля 2018 (под следствием) |
| Баранов Д. А.             | Генеральный директор «ЦСКБ-Прогресс» | c 19 ноября 2018                     | Ахметов Р. Н.      | Первый заместитель Генерального директора — Генеральный конструктор «ЦСКБ-Прогресс», Председатель ЦСКБ | С 2006                      |               |                                                                                       |                                       |

## Санкции
Из-за вторжения России на Украину, АО "РКЦ «Прогресс» был внесён в санкционный список Евросоюза, так как «ракеты и спутники, разработанные этой организацией, используются российскими вооруженными силами при вторжении на Украину и российским государством для демонстрации поддержки своего вторжения. Таким образом, они способствовали дестабилизации Украины и угрожали территориальной целостности, суверенитету или независимости Украины».
3 марта 2022 года АО "РКЦ «Прогресс» включён в санкционный список США: согласно правилам экспортного контроля, на все товары, за исключением лекарств и продуктов, требуется получение дополнительной лицензии, при этом действует «политика отказа». Ранее, в декабре 2020 года, РКЦ попал под торговые ограничения США так как предприятие является «военными конечными пользователями», что делает его объектом регламента экспортного контроля: для экспорта или реэкспорта потребуется лицензия властей США.
10 марта 2022 года предприятие включено в санкционный список Канады «за роль в содействии или поддержке неспровоцированного и неоправданного вторжения президента Путина в Украину».
Также "Ракетно-космический центр «Прогресс», по аналогичным основаниям, находится в санкционных списках Великобритании, Швейцарии, Украины, Новой Зеландии и Японии.

## Авиакомпания
12 марта 1999 года ЦСКБ «Прогресс» выдан сертификат эксплуатанта № 179, аннулирован 9 января 2003 года в связи заключением о несоответствии в части резервирования воздушных судов.
Акционерное общество "Ракетно-космический центр «Прогресс» имело свидетельство эксплуатанта
авиации общего назначения АОН-10-03-001 от 15.11.2003 и самолёты Ан-24Б (1 шт.), Ан-26-100 (1 шт.), Ан-26Б-100 (1 шт.); средний возраст воздушных судов компании 40 лет. До начала 1990-х лётный отряд предприятия включал также самолёты Ил-14, Ан-12, один Ил-76, один Ту-134А; до начала 2000-х имелся также самолёт Ан-72. В 1-й половине 2020 года сертификат АОН аннулирован.